# Campiglossa stenoptera
Campiglossa stenoptera är en tvåvingeart som först beskrevs av Friedrich Hermann Loew 1862.  Campiglossa stenoptera ingår i släktet Campiglossa och familjen borrflugor.
Artens utbredningsområde är Italien. Inga underarter finns listade.